# Painters Eleven
Painters Eleven war eine einflussreiche Künstlergruppe, die von 1953 bis 1960 in Toronto aktiv war. Sie bestand aus elf Malern, die abstrakte Werke schufen. Sie spielte eine zentrale Rolle bei der Etablierung der abstrakten Kunst in Kanada, dessen Kunstszene zu jener Zeit noch stark von der Landschaftsmalerei geprägt war. Die Gruppe war ein Zusammenschluss von Künstlern unterschiedlichen Alters und unterschiedlicher Herkunft, die sich der modernen abstrakten Kunst verschrieben hatten. Die Robert McLaughlin Gallery (RMG) in Oshawa, Ontario, Kanada, besitzt die größte Sammlung von Werken der Painters Eleven in Kanada, vor allem Dank der bedeutenden Schenkungen von Alexandra Luke, der Gründerin der Gruppe, an die ständige Sammlung des Museums.

## Geschichte
1952 organisierte Alexandra Luke eine Ausstellung abstrakter kanadischer Kunst, die im Oktober im Adelaide House in Oshawa eröffnet wurde. Es war die erste Ausstellung abstrakter Malerei in Kanada, die von kanadischen Künstlern auf nationaler Ebene organisiert wurde und ausschließlich dieser Kunstform gewidmet war. Kurz darauf finanzierte das Kaufhaus Simpson's in Toronto eine Ausstellung abstrakter und gegenstandsloser Malerei mit dem Titel Abstracts at Home. Sieben Künstler nahmen daran teil: Jack Bush, Oscar Cahén, Tom Hodgson, Alexandra Luke, Ray Mead, Kazuo Nakamura und William Ronald.
Im Anschluss an die Ausstellung Abstracts at Home trafen sich die sieben Künstler und diskutierten die Möglichkeit einer gemeinsamen Ausstellung. Das erste Treffen fand in Alexandra Lukes Atelier am Lake Oshawa statt, zu dem auch Jock Macdonald, Harold Town, Walter Yarwood und Hortense Gordon eingeladen wurden. Dort beschlossen die elf Künstler, sich „Painters Eleven“ zu nennen. Der Name Painters Eleven wurde von Harold Town vorgeschlagen, möglicherweise in Anlehnung an die kanadische Künstlergruppe Group of Seven.
Ihre erste Ausstellung unter diesem Namen fand im Februar 1954 in der Roberts Gallery in Toronto statt. Die Teilnehmer waren Jack Bush, Oscar Cahén, Hortense Gordon, Tom Hodgson, Alexandra Luke, J.W.G. („Jock“) Macdonald, Ray Mead, Kazuo Nakamura, William Ronald, Harold Town und Walter Yarwood. 1960 löste sich die Gruppe auf, da sie ihre Ziele weitgehend erreicht hatte. Der Tod von Oscar Cahén 1956 und der Austritt einzelner Mitglieder wie William Ronald hatten schon zuvor zur Verkleinerung der Gruppe beigetragen. Dennoch blieb der Einfluss der Painters Eleven auf die kanadische Kunstlandschaft beträchtlich. Ihre Werke sind heute in Sammlungen wie der National Gallery of Canada und der Robert McLaughlin Gallery (RMG) in Oshawa vertreten.

## Ziele und Arbeitsweise
Die Gruppe verfolgte kein Ziel im Sinne eines einheitlichen künstlerisches Manifests, sondern legte Wert auf die individuelle künstlerische Freiheit ihrer Mitglieder. Ziel war es, die abstrakte Kunst in Kanada bekannt zu machen und als ernstzunehmende Kunstform zu etablieren. Ihre Arbeiten orientierten sich an internationalen Strömungen wie dem Abstrakten Expressionismus, sie entwickelten jedoch eigene stilistische Ansätze.

## Ausstellungen und Einfluss
Die erste Ausstellung der Painters Eleven fand 1954 in der Roberts Gallery in Toronto statt. Ein wichtiger Meilenstein war 1956 die Teilnahme an einer gemeinsamen Ausstellung mit den American Abstract Artists in New York, die von Kritikern wie Clement Greenberg positiv aufgenommen wurde. Unterstützung erhielt die Gruppe auch von kanadischen Kunstkritikern wie Robert Fulford. Die Painters Eleven organisierten regelmäßig Gruppenausstellungen und trugen wesentlich zur Popularisierung der abstrakten Kunst in Kanada bei. Ihre Werke wurden zunehmend in kanadischen und internationalen Galerien gezeigt. Mitglieder wie Jack Bush und William Ronald erlangten später internationale Anerkennung.